# Голан II (женский)
Голан II (англ. Golan II) — шоссейная однодневная велогонка, прошедшая по территории Сирии в 2011 году.

## История
Гонка прошла единственный раз в самом начале октября 2011 года в рамках Женского мирового шоссейного календаря UCI через день после гонки Голан I. 
Маршрут гонки проходил в окрестностях Эль-Кунейтры недалеко от Голанских высот и представлял собой 30-и километровый круг. Общая протяжённость дистанции составила 90 км.
Победительницей стала украинка Иванна Боровиченко.

## Призёры
| Год  | Победитель         | Второй     | Третий        |
| ---- | ------------------ | ---------- | ------------- |
| 2011 | Иванна Боровиченко | Алёна Шара | Пиа Сандстедт |